# Brian Desmond Hurst

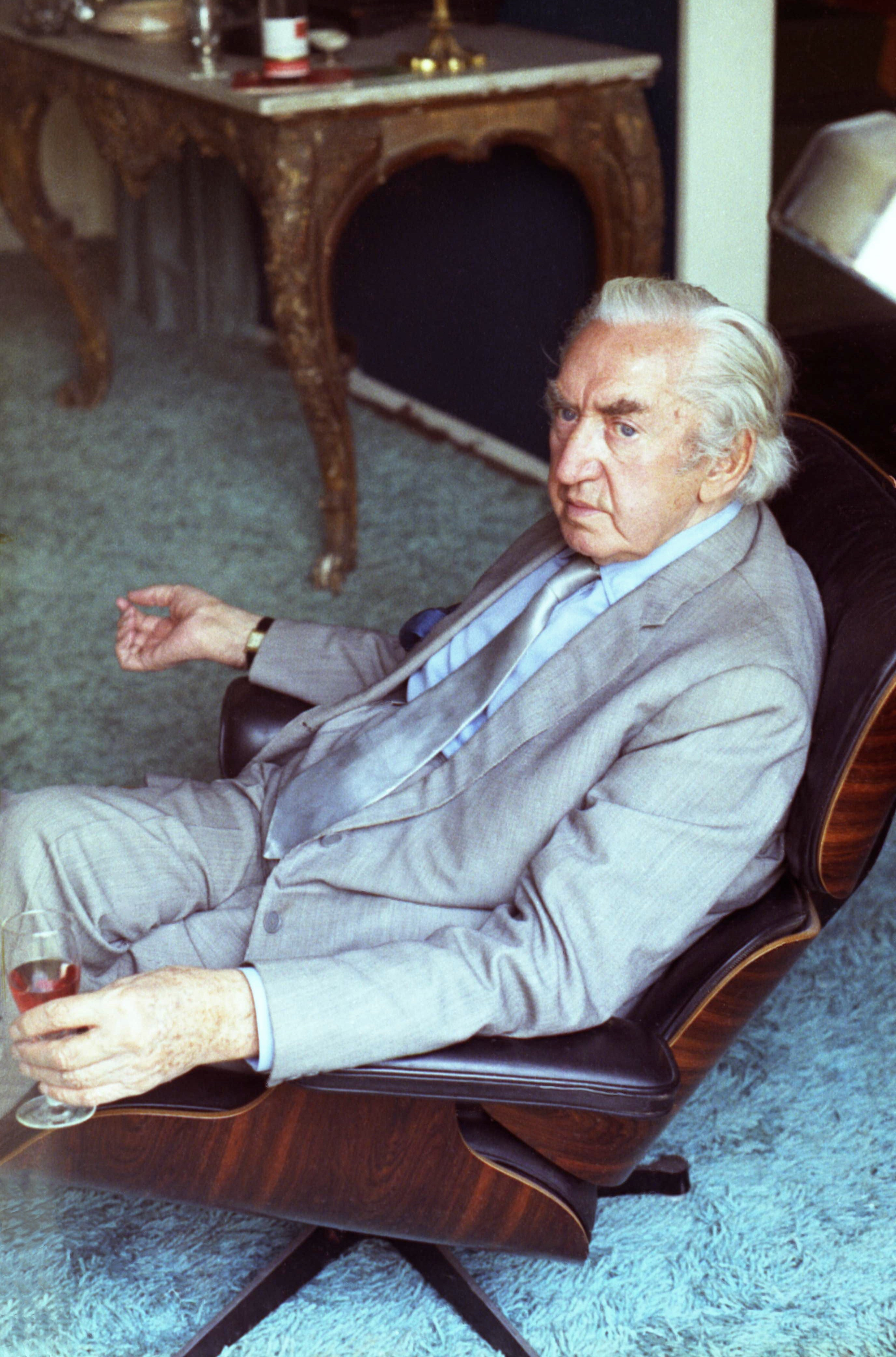
Brian Desmond Hurst 1976

Brian Desmond Hurst (eigentlich Hans Moore Hurst; * 12. Februar 1895 in East Belfast, Belfast, Nordirland; † 26. September 1986 in London, England) war ein irischer Filmregisseur, Drehbuchautor und Filmproduzent. Mit der Regie bei über 27 Filmen war er Irlands profiliertester Regisseur des 20. Jahrhunderts.

## Leben
Brian Desmond Hurst wurde in der Ribble Street in East Belfast geboren. Nach Ausbruch des Ersten Weltkrieges änderte er seinen Vornamen von Hans zu Brian. Hurst wurde in eine Arbeiterfamilie hineingeboren und in den frühen Kindheitstagen folgte die Familie dem Vater Robert Hurst (* 1855 in County Armagh; † 27. März 1911) zu seinen unterschiedlichen Arbeitsplätzen zwischen Belfast und dem schottischen Govan als Werftarbeiter. Hursts Mutter, Esther Hurst (geb. Hawthorn, * 15. Februar 1866; † 27. September 1899) starb, als er selbst gerade dreieinhalb Jahre alt war. Hurst hatte fünf Geschwister, von denen seine älteste Schwester Sarah Patricia (* September 1882; † 27. Januar 1963) die Mutterrolle übernehmen musste.

## Ausbildung und Kriegsjahre
Hurst besuchte die New Road School, eine öffentliche Grundschule in East Belfast. Das Gebäude existiert noch und beherbergt heute den „Constitutional Club“.
In den ersten Kriegswochen trat Hurst als Schütze dem 6. Bataillon der Royal Irish Rifles in Belfast bei. Er diente dort mit seinem besten Freund Bobby McKenzie, beide überlebten den Ersten Weltkrieg. Nach dem Kriegsende kehrte Hurst nach Belfast zurück, um an der Hochschule für Journalismus in Belfast Royal Avenue zu studieren. Da er fand, dass das Leben in Belfast ihn zu sehr einschränkte, nahm er einen staatlichen Zuschuss und emigrierte im Jahr 1921 nach Kanada. Er schrieb sich am Toronto College of Art ein, das er nach zwei Jahren verließ, um nach Frankreich zu gehen, um Kunst an der École des Beaux Arts in Paris zu studieren.

## Hollywood
Nach Beendigung seiner Ausbildung zog Hurst nach Hollywood, wo er mit der Filmproduktion begann. Unter der fachkundigen Anleitung von John Ford erlernte er die Fähigkeiten des Set-Managements. Er hatte 1928 einen Kurzauftritt als Statist in Fords Hangman’s House, wo er kurz neben John Wayne zu sehen ist. Seine eigentlichen Fähigkeiten lagen jedoch im Bereich hinter der Kamera. Seine künstlerische Ausbildung ermöglichte es ihm, Gesichter und Ausdrücke mit einem einzigartigen Flair einzufangen. Diese Fähigkeiten erweiterte er unter Fords Anleitung, der zu einem lebenslangen Freund Hursts wurde.

## Filmkarriere in Großbritannien
Im Jahre 1933 kehrte Hurst nach England zurück. Hier begann er seine Karriere in der britischen Kinos. Zwischen 1935 und 1962 drehte er mehr als 25 Filme. Ourselves Alone, ein Film, der während des irischen Unabhängigkeitskrieges spielt, wurde im Süden Großbritanniens zensiert und in Nordirland komplett verboten. 1951 drehte Hurst mit Scrooge, einer Adaption von Charles Dickens’ A Christmas Carol, seinen bekanntesten Film. Er arbeitete mit Schauspielern wie Sir Alec Guinness, Sir Roger Moore, Siobhán McKenna und Sir Ralph Richardson zusammen. Sein letzter Film, The Playboy of the Western World, kam 1962 heraus.

## Filmografie (Auswahl)
- 1928: Hangman’s House
- 1934: The Tell-Tale Heart
- 1934: Irish Hearts
- 1935: Riders to the Sea
- 1936: Ourselves Alone
- 1936: The Tenth Man
- 1936: Sensation
- 1937: Glamorous Night
- 1938: Prison Without Bars

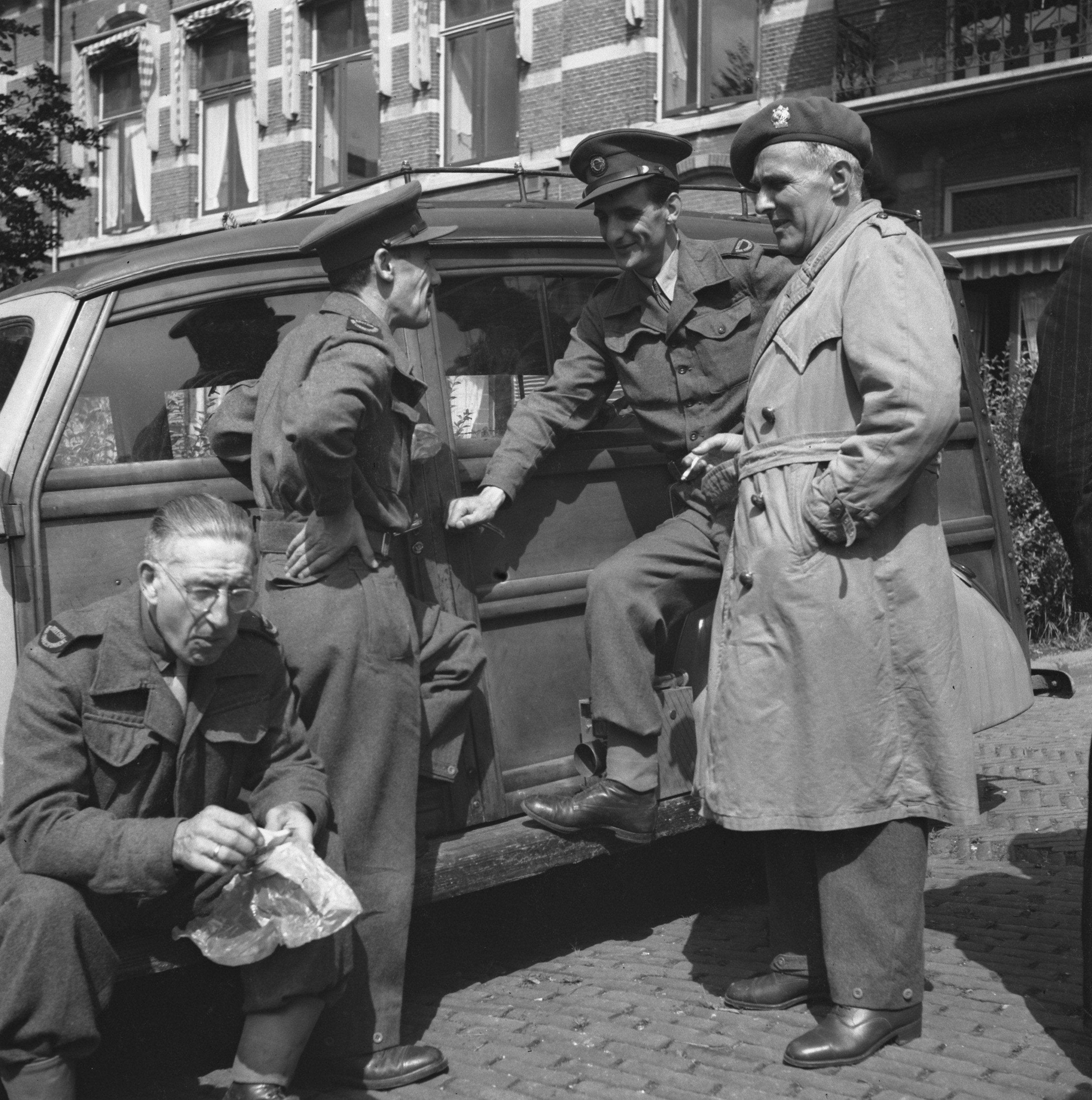
Theirs is the Glory (1946)

- 1939: Verstrickung (On the Night of the Fire)
- 1939: The Lion Has Wings
- 1939: On the Night of the Fire
- 1941: Dangerous Moonlight
- 1942: A Letter From Ulster
- 1942: Alibi
- 1944: The Hundred Pound Window
- 1945: Caesar und Cleopatra (Caesar and Cleopatra) (als erster Regieassistent)
- 1946: Theirs is the Glory
- 1947: Der kupferne Berg (Hungry Hill)
- 1947: The Mark of Cain
- 1949: Die Tingeltangelgräfin (Trottie True)
- 1951: Eine Weihnachtsgeschichte (Scrooge)
- 1951: Tom Brown’s Schooldays
- 1953: Malta Story
- 1955: Simba
- 1956: Das schwarze Zelt (The Black Tent)
- 1957: Im Dienste des Königs (Dangerous Exile)
- 1958: Hinter der Maske (Behind The Mask)
- 1961: His and Hers
- 1962: The Playboy of the Western World

## Auszeichnungen und Ehrungen
- 1955: BAFTA Awards Kategorie Bester Britischer Film für Simba[6]
- Am 13. April 2011 wurde die Ulster History Circle Blue Plaque enthüllt, eine blaue Gedenkplakette, die am Haus in der Ribble Street 23 in East Belfast zu Ehren des berühmtesten nordirischen Regisseur angebracht wurde, weil dort das ursprünglich das Geburtshaus von Hurst gestanden hatte.[1]
- Am 13. April 2011 wurde von der Directors Guild of Great Britain eine blaue Gedenktafel am Queens Film Theatre in Belfast für Brian Desmond Hurst angebracht. Vor ihm war diese Ehre bereits drei weiteren Regisseuren zuteilgeworden: Michael Powell, Alexander Mackendrick und David Lean. Die Gedenktafel wurde von Redmond Morris vorgestellt.[7]